# Lyudmila Borisova
Lyudmila Borisova (née le 3 août 1966) est une athlète russe spécialiste des courses de demi-fond.

## Biographie
Elle co-détient depuis le 5 août 1984 le record du monde du relais 4 × 800 mètres avec Nadezhda Olizarenko, Lyubov Gurina, et Irina Podyalovskaya.

## Palmarès
| Date                             | Compétition                      | Lieu                             | Résultat                         | Épreuve                          | Performance                      |
| Representant l' Union soviétique | Representant l' Union soviétique | Representant l' Union soviétique | Representant l' Union soviétique | Representant l' Union soviétique | Representant l' Union soviétique |
| -------------------------------- | -------------------------------- | -------------------------------- | -------------------------------- | -------------------------------- | -------------------------------- |
| 1989                             | Championnats du monde en salle   | Budapest                         | 6e                               | 3 000 m                          | 9:04.75                          |
| 1991                             | Championnats du monde            | Tokyo                            | 13e                              | 3 000 m                          | 8:51.49                          |
| 1991                             | Universiade                      | Sheffield                        | 4e                               | 3 000 m                          |                                  |
| Representant la Russie           |                                  |                                  |                                  |                                  |                                  |
| 1993                             | Championnats du monde            | Stuttgart                        | 8e                               | 3 000 m                          | 8:40.78                          |
| 1994                             | Coupe d'Europe des nations       | Birmingham                       | 1re                              | 3 000 m                          | 8:52.21                          |
| 1994                             | Goodwill Games                   | Saint-Pétersbourg                | 4e                               | 3 000 m                          | 8:48.77                          |
| 1994                             | Championnats d'Europe            | Helsinki                         | 5e                               | 3 000 m                          | 8:41.71                          |
| 1994                             | Finale du Grand Prix             | Paris                            | 2e                               | 5 000 m                          | 15:14.61                         |
| 1995                             | Championnats du monde            | Göteborg                         | 5e                               | 1 500 m                          | 4:04.78                          |
| 1996                             | Jeux olympiques                  | Atlanta                          | 7e                               | 1 500 m                          | 4:05.90                          |